# Nissan S-Cargo
Der Nissan S-Cargo war ein kleiner Hochdachkombi des japanischen Automobilherstellers Nissan. Das S-Cargo-Design wurde durch den  Citroën 2CV („Kastenente“, in Frankreich „Fourgonnette“) inspiriert; sogar einschließlich des Lenkrads. Die technischen Merkmale des S-Cargo gleichen weitgehend denen des Nissan March bzw. Micra. Vom Micra wurden ebenfalls die in Kleinserie produzierten Nissan Pao und Nissan Figaro abgeleitet.
Das Auto wurde auf der Tokio Motor Show 1989 vorgestellt und zwischen 1989 und 1992 von der Pike Factory für Nissan hergestellt. Es wurden rund 12.000 Stück gefertigt. Alle S-Cargo waren Rechtslenker. Während sie zunächst nur in Japan angeboten wurden, gab es später auch Grauimporte in andere Länder.
Der kleine Minivan hat inzwischen Kultstatus. Das Design wird teils mit dem von Spielzeugautos verglichen. Unter anderem nutzten McDonald’s und KFC ihn als mobile Werbefläche.
Angetrieben wurde der S-Cargo von einem Reihenvierzylindermotor mit 1487 cm3 Hubraum und einer Leistung von 73 PS (54 kW). Die Kraftübertragung erfolgte über ein 3-Stufen-Automatikgetriebe.
Optional gibt es auch ovale Fenster in den Seiten des Laderaums und ein elektrisches Schiebedach. Eine Klimaanlage war ebenfalls erhältlich.

## Weblinks

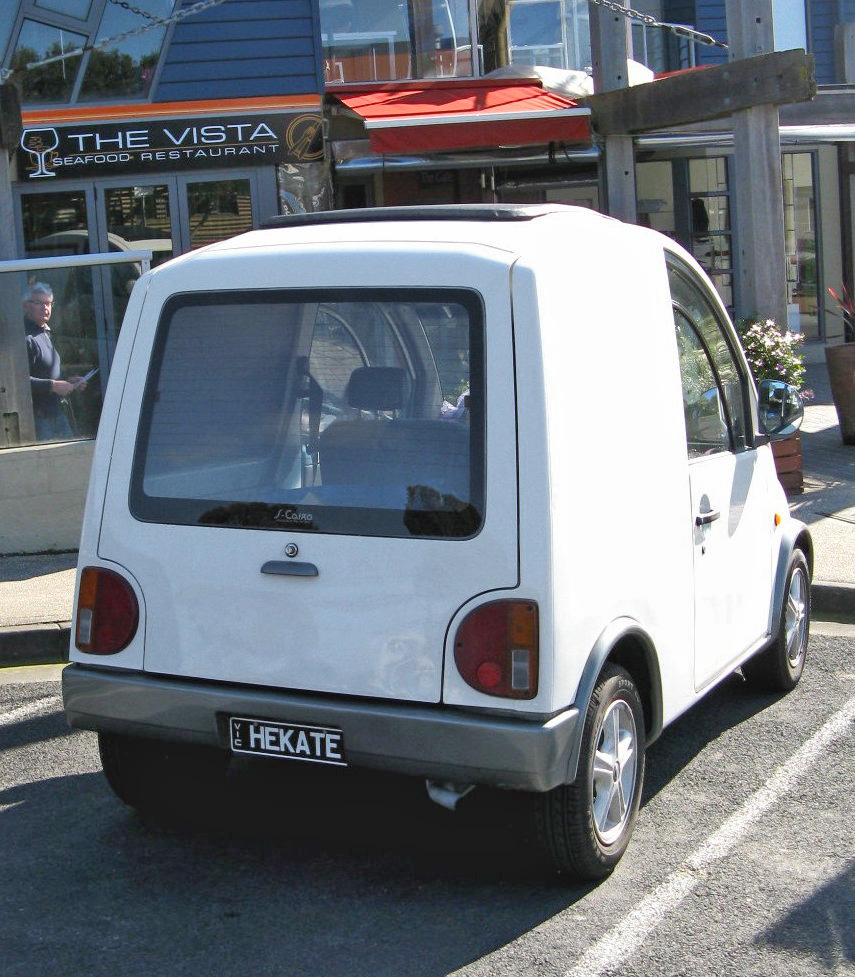
Nissan S-Cargo (1989)